# آرماندو مدونا
آرماندو مدونا (انگلیسی: Armando Madonna؛ زادهٔ ۵ ژوئیهٔ ۱۹۶۳) بازیکن فوتبال اهل ایتالیا است.
از باشگاه‌هایی که در آن بازی کرده‌است می‌توان به باشگاه ورزشی لاتزیو، باشگاه فوتبال اسپال، باشگاه فوتبال پیاچنزا، و باشگاه فوتبال آتالانتا اشاره کرد.